# بیابان شام
بیابان شام (به عربی: بادية الشام) ترکیبی از استپ و بیابان است که در شمال شبه جزیره عربستان، ناحیه‌ای به وسعت ۵۰۰۰۰۰ کیلومترمربع را تحت پوشش قرار می‌دهد. این بیابان بسیار صخره‌ای و مسطح است.